# Sharks FC
Sharks FC – nigeryjski klub piłkarski z siedzibą w mieście Port Harcourt, działający w latach 1972–2016, grający niegdyś w nigeryjskiej pierwszej lidze.

## Sukcesy
- Puchar Nigerii[1]:
  - finał (3): 1979, 2003, 2009.

- Klubowy Puchar WAFU[2]:
  - zwycięstwo (1): 2010.

## Stadion
Domowe mecze klub rozgrywał na stadionie o nazwie Sharks Stadium w Port Harcourt, który mógł pomieścić 10 tys. widzów.